# Arachis rigonii
Espèce
Statut de conservation UICN

EW : Éteint à l'état sauvage
Arachis rigonii est une espèce de plante appartenant au groupe des arachides. Elle est endémique de Bolivie où il en restait une petite population dans les forêts en périphérie de Santa Cruz.
Depuis 2020, l'espèce est considérée comme éteinte à l'état sauvage.